# Flushing
Flushing es un barrio en la parte norte de Queens en la ciudad de Nueva York, a unos 16 kilómetros al este de Manhattan, en Estados Unidos. Mayormente el barrio es residencial, pero el centro de Flushing colocado en el extremo norte de calle Main es una gran zona comercial, y se considera el cuarto distrito financiero más grande en la ciudad de Nueva York.
La diversidad de Flushing se refleja en los varios grupos étnicos que viven allí, incluyendo asiáticos, latinos, gente de Oriente Medio, europeos, y afroamericanos. Mayor Flushing se sirve por cinco terminales de Ferrocarril de Long Island y Línea Flushing de Metro de Nueva York que se termina en Main Street. La intersección de calle Main y avenida Roosevelt es la tercera intersección más concurrida en la ciudad de Nueva York, detrás de Times Square y Herald Square.
Flushing está limitado al oeste por el parque Flushing Meadows-Corona Park, al oriente por el bulevar Francis Lewis, al sur por la Union Turnpike y al norte por el bulevar Willets Point.

## Historia
Fundado en 1644 como una colonia holandesa en Long Island, el nombre de Flushing proviene del nombre inglés de la ciudad de Flesinga en los Países Bajos (los fundadores neerlandeses llamaron al lugar Vlissingen). Hoy, es uno de los más extensos barrios de Nueva York, así como uno de los más diversos racial y étnicamente hablando. Electoralmente forma parte del V distrito congresional. Flushing contiene cinco estaciones de ferrocarril. Asimismo, la línea 7 del Metro de Nueva York termina en Flushing en la calle Main Street. La intersección de las calles Main Street y la avenida Roosevelt es la tercera más activa en la ciudad de Nueva York, solo tras Times Square y Herald Square.

## Distritos de Flushing

### Chinatown
El barrio chino de Flushing es uno de los enclaves chinos más poblados de Nueva York, tras de Sunset Park (Brooklyn) pero delante de Chinatown (Manhattan). En chino este barrio se llama "Falasheng" (法拉盛). Main Street y el área al oeste (especialmente a lo largo de Roosevelt Avenue) han llegado a ser el núcleo del barrio chino que, sin embargo, sigue expandiéndose hacia el sudeste por Kissena Boulevard y hacia el norte por Northern Boulevard.
El centro comercial de Flushing está por la cruce de Main Street y Roosevelt Avenue, al oeste del barrio. Tiene un gran número de empresas chinas y coreanas.

## Educación
El Departamento de Educación de la Ciudad de Nueva York gestiona escuelas públicas en Flushing. Las escuelas preparatorias públicas en Flushing son John Bowne High School, East-West School of International Studies, Robert F. Kennedy Community High School, Townsend Harris High School, The Flushing International High School, y Flushing High School.
La Biblioteca Pública de Queens gestiona la Flushing Library.